# Yinzhu (häradshuvudort)
Yinzhu (kinesiska: 隐珠) är en häradshuvudort i Kina. Den ligger i provinsen Shandong, i den östra delen av landet, omkring 280 kilometer öster om provinshuvudstaden Jinan. Antalet invånare är 75 656.
Yinzhu är det största samhället i trakten. Trakten runt Yinzhu består i huvudsak av gräsmarker.
Genomsnittlig årsnederbörd är 918 millimeter. Den regnigaste månaden är juli, med i genomsnitt 259 mm nederbörd, och den torraste är januari, med 11 mm nederbörd.